# Fase española de la Copa de las Regiones UEFA 2007-08
La Fase española de la Copa de las Regiones UEFA 2007-08 fue la sexta edición del campeonato que sirve para definir el representante de España a la Copa de las Regiones de la UEFA, donde el campeón participa en la edición de 2009.

## Fases

### VI Copa de las Regiones de la UEFA 2007-08
Primera fase

Grupo A (Navarra)
| Cataluña | Canarias | 5-1 |
| Navarra  | Galicia  | 0-3 |
| Canarias | Navarra  | 0-1 |
| Galicia  | Cataluña | 0-2 |

Se clasifica: Cataluña
Grupo B (Andalucia)
| Melilla   | Andalucía | 1-3 |
| Melilla   | Madrid    | 1-1 |
| Andalucía | Madrid    | 1-1 |

Se clasifica: Andalucía
Grupo C (Asturias)
| Baleares | Asturias | 1-2 |
| Baleares | Ceuta    | 2-0 |
| Asturias | Ceuta    | 7-0 |

Se clasifica: Asturias
Grupo D (Castilla y León)
| Murcia          | Castilla y León | 1-4 |
| Murcia          | Cantabria       | 1-1 |
| Castilla y León | Cantabria       | 3-2 |

Se clasifica: Castilla y León
Grupo E (País Vasco)
| Extremadura | País Vasco         | 0-0 |
| Extremadura | Castilla-La Mancha | 1-0 |
| País Vasco  | Castilla-La Mancha | 1-0 |

Se clasifica: País Vasco
Grupo F (Comunidad Valenciana)
| Aragón       | C.Valenciana | 2-2 |
| Aragón       | La Rioja     | 3-0 |
| C.Valenciana | La Rioja     | 3-0 |

Se clasifica: C.Valenciana
Fase intermedia
| Cataluña | C.Valenciana | 0-0 |
| Asturias | País Vasco   | 1-1 |

| C.Valenciana | Cataluña | 1-3 |
| País Vasco   | Asturias | 1-0 |

Semifinales
| 21 de marzo de 2008, 17:00 h.                    | Castilla y León       | 2-2 (2-2, 1-1) | País Vasco          | Josep Bovè, El Vendrell (Tarragona)                    |                                                        |
|                                                  | Ayrton 35' Ayrton 77' |                | Kerman 28' Urko 64' | Asistencia: 250 espectadores Árbitro(s): Bergada Braña | Asistencia: 250 espectadores Árbitro(s): Bergada Braña |
| Castilla y León se clasifica por penaltis (4-2). |                       |                |                     |                                                        |                                                        |

| 21 de marzo de 2008, 20:00 h. | Andalucía | 1-0 (0-0) | Cataluña | Josep Bovè, El Vendrell (Tarragona) |                                |
|                               | Noé 56'   |           |          | Asistencia: 1.200 espectadores      | Asistencia: 1.200 espectadores |

Final
| 23 de marzo de 2008, 11:00 h. | Castilla y León            | 2-2 (2-2, 1-2) | Andalucía                          | Josep Bovè, El Vendrell (Tarragona) |                         |
|                               | Pablo Infante 16' Samu 89' |                | Jorge 18' Dani Carrasco 44' (pen.) | Árbitro(s): Vico Moreno             | Árbitro(s): Vico Moreno |

| Tanda de penaltis |  |     |  |         |
| Pablo Infante     |  | 0:0 |  | Miguel  |
| Barrera           |  | 1:1 |  | Jose    |
| Víctor Pérez      |  | 2:1 |  | Antonio |
| Marcos Conejero   |  | 3:2 |  | Marcos  |
| Rui               |  | 4:2 |  |         |

| CASTILLA Y LEÓN                                                                         | ANDALUCÍA                                                                                    |
| --------------------------------------------------------------------------------------- | -------------------------------------------------------------------------------------------- |
| Félix                                                                                   | Miguel                                                                                       |
| Durántez                                                                                | Galera                                                                                       |
| Rui                                                                                     | Sergio                                                                                       |
| Anel                                                                                    | Dani Torres                                                                                  |
| Núñez                                                                                   | José Ramón                                                                                   |
| Víctor Pérez                                                                            | Mario                                                                                        |
| Barrera                                                                                 | Dani Carrasco                                                                                |
| Víctor Andrés                                                                           | Jorge                                                                                        |
| Airton                                                                                  | Antonio                                                                                      |
| Pablo Infante                                                                           | Óscar                                                                                        |
| Denis                                                                                   | Pedro                                                                                        |
| DT Javier Yepes Peñas                                                                   | DT José Luis Sánchez Amezcua                                                                 |
| Cambios Durántez (Samu, min.72) Anel (Héctor, min.54) Airton (Marcos Conejero, min.108) | Cambios José Ramón (Marcos, min.45) Mario (Miguel Ruiz, min.67) Dani Carrasco (Jose, min.72) |
| Amonestados Pablo Félix Núñez Airton Héctor                                             | Amonestados Pedro Mario Jose Óscar Miguel                                                    |